# Аїлам Тірунал
Аїлам Тірунал Рама Варма (14 березня 1832 — 30 травня 1880) — правитель південноіндійської держави Траванкор, племінник своїх попередників, Сваті Тірунала Рами Варма та Утрама Тірунала Мартанди Варма.

## Життєпис
Син Говрі Рукміні Баї, доньки магарані Говрі Лакшмі Баї, та Пунартама Тірунала Рами Варми Коїл Тампурана. У 1846 році магараджа Утрам Тірунал Мартанда Варма виключив старшого брата Аїлам Тірунала через недоумства, призначивши останнього спадкоємцем трон (елайя-раджа). Виховання здобув під орудою Мадхава Рао, який у 1857 році став давані (на кшталт прем'єр-міністра). 1854 року одружився з двоюрідною сестрою. У 1860 року після смерті вуйко Утрам Тірунала став новим магараджею.
Аїлам Тірунал провів багато корисних для Траванкора реформ. Зокрема, він ліквідував низку монополій, зменшив податковий тиск, збільшив зарплатню державних службовців майже наполовину тощо. Вже 1863 року було ліквідовано державний борг, до 1872 року профіцит бюджету зріс до 4 млн рупій.
Було зроблено значні кроки у реформуванні освіти, законодавства, громадських робіт, медицини, сільського господарства тощо. Поступово заробітна плата державних службовців була підвищена більш ніж на 50 %, а її ефективність була кращою. 1866 році за успіхи в управлінні нагороджено британським Орденом Зірки Індії, ставши лицарем-великим командором. Протягом 1870-х років сприяв розвитку доріг та інфраструктури держави. 1878 року нагороджено орденом Індійської імперії.
Помер у 1880 році. Йому спадкував молодший брат Вісакхам Тірунал.